# Narożniki (Osówka)
Narożniki – część wsi Osówka w województwie mazowieckim, powiecie lipskim, gminie Sienno.
W latach 1975–1998 część wsi należała administracyjnie do województwa radomskiego.
Wierni Kościoła rzymskokatolickiego należą do parafii św. Teresy od Dzieciątka Jezus w Aleksandrowie.

## Historia
Według Słownika Geograficznego w 1827 roku w Narożnikach znajdowała się smolarnia, a liczba mieszkańców wynosiła 8 osób. W 1885 roku mieszkało tam 5 osób, a obszar gospodarczy zajmował 2 morgi.
Narożniki jako folwark leśny został odkupiony od książąt Druckich-Lubeckich pod koniec XIX wieku przez Lucjana Fornalskiego (1861-1921). Po jego śmierci został podzielony pomiędzy spadkobierców. W czasie II wojny światowej w okolicy stacjonowały oddziały partyzantów. W tym czasie folwark podupadł. Ostatnim powojennym mieszkańcem Narożników był Aleksander Fornalski (1911-1973), najmłodszy syn Lucjana i Józefy z Rusinowiczów.
W Narożnikach mieścił się mały drewniany dworek.